# تشارلز وايلاند بريان

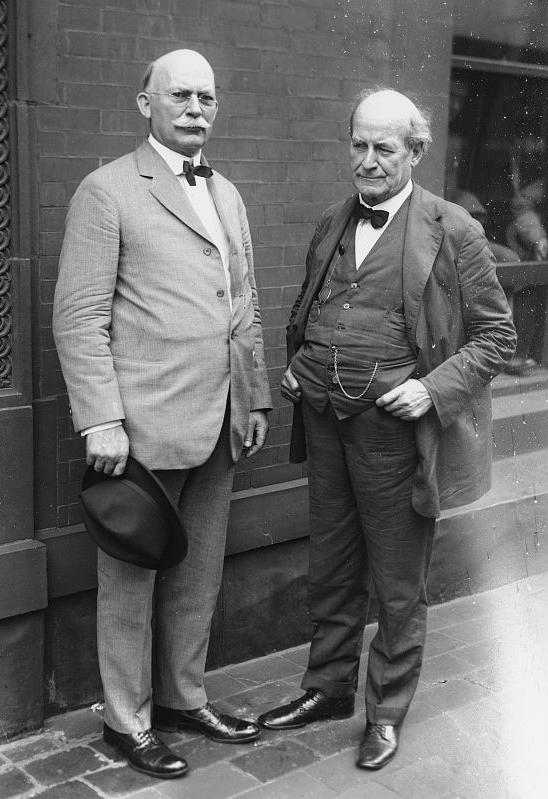
تشارلز وايلاند بريان ووليام جينينغز برايان

تشارلز وايلاند بريان (بالإنجليزية Charles Wayland Bryan) وهو سياسي أمريكي ينتمي إلى الحزب الديمقراطي وهو الشقيق الأصغر للسياسي ووزير الخارجية الأمريكي وليام جيننغز بريان ولد تشارلز وايلاند بريان في 10 شباط - فبراير من سنة 1867 في مدينة سالم بولاية ألينوي. شغل تشارلز وايلاند بريان منصب عمدة مدينة لينكون بولاية نبراسكا مرتين المرة الأولى كانت ما بين عامي 1915 إلى عام 1917 والمرة الثانية كانت من عام 1935 إلى عام 1937. كما شغل بريان منصب حاكم على ولاية نبراسكا مرتين المرة الأولى كانت من عام 1923 إلى عام 1925 والمرة الثانية كانت من عام 1931 إلى عام 1935. توفي تشارلز وايلاند بريان في 4 أذار - مارس من سنة 1945 في مدينة لينكون.